# 國際劍道聯盟
國際劍道聯盟（英語：International Kendo Federation，FIK）是一個國際性的劍道體育組織。本會的宗旨是推廣與普及劍道、居合道和杖道。目前有50個會員協會。本會於2006年4月成為國際單項運動總會聯合會的會員。世界劍道錦標賽從本會於1970年成立起每三年舉辦一次。
會員國發行之段位稱號共同承認，段位為初至十段（九段、十段已停止頒發），稱號為鍊士、教士、範士。其中全日本劍道聯盟、中華民國劍道協會、大韓劍道協會，可頒發初段至八段，其餘會員國僅至五、六段不等。